# Migração de Beira
Grupo Desportivo da Migração da Beira, kurz GD Migração Beira, ist ein mosambikanischer Fußballverein mit Sitz in der Stadt Beira. 1997 erreichte der Verein erstmals das Finale der Taça de Moçambique, unterlag jedoch mit 5:2 gegen Clube de Desportos da Costa do Sol. In der Saison 1998/99 stieg der Verein in die Moçambola, die höchste Spielklasse des Landes auf, musste aber nach einer Saison wieder absteigen.

## Erfolge
- Mosambikanischer Pokalfinalist: 1996/97